# جيلسون سيكوييرا
جيلسون سيكوييرا (بالبرتغالية: Jailson Marques Siqueira‏) هو لاعب كرة قدم برازيلي في مركز الوسط، ولد في 7 سبتمبر 1995 في Caçapava do Sul ‏ في البرازيل. لعب مع غريميو بورتو أليغرينزي.

## وصلات خارجية
- جيلسون سيكوييرا على موقع الاتحاد الدولي (مؤرشف)  (الإنجليزية)
- جيلسون سيكوييرا على موقع اتحاد تركيا (لاعب) (الإنجليزية)
- جيلسون سيكوييرا على موقع إي إس بي إن إف سي (الإنجليزية)
- جيلسون سيكوييرا على موقع قاعدة بيانات كرة القدم.إي يو (الإنجليزية)
- جيلسون سيكوييرا على موقع Soccerway.com (الإنجليزية)
- جيلسون سيكوييرا على موقع عالم كرة القدم.نت (الإنجليزية)
- جيلسون سيكوييرا على موقع AS.com (الإسبانية)